# 篠あけみ
篠 あけみ（しの あけみ）は、日本の女性ファッションモデル、ウォーキングトレーナー。
クルールモデルスクール（東京）所属。国内を代表するモデルとしてパリ・コレクションを始め様々なコレクションへ出演。
現役時代は、日本とパリを拠点に活動していた。

## 来歴
東京都生まれ。幼少期から背が高く、学生時代当時はバレーボールの選手として活動していたという。
19歳の時に「知人の紹介でオーディション」を受け大手モデル事務所に所属。長い下積みの活動を経て、パリ・コレクションでランウェイモデルとしてパリにてデビューを果たす。その後国内外様々なコレクションやショーに出演し、現役時代に出演したファッションショーは、4,000本を超える。
現在は、クルールモデルスクールで後進の指導にあたるほか、一般企業向けのファッションショーのプロデュースや、一般人向けのセミナー等の活動も行っている。

## 人物
趣味は裁縫集め、映画鑑賞。好きな食べ物は漬物で、料理もよくする。

## 出演

### 出演ブランド
- ジャック・ファット
- ティエリーミュグレー
- ティエリーミュグレー
- クロードモンタナ
- クリツィア
- ミッソーニ
- ニコル (アパレル)
- ロレアル
- ピンキー&ダイアン
- 三宅一生
- クリスチャン・ディオール
- カール・ラガーフェルド
- ロエベ
- 森英恵
- コシノジュンコ
- 山本寛斎
- 桂由美
- コシノミチコ